# Ulcot
Ulcot era una comuna francesa situada en el departamento de Deux-Sèvres, de la región de Nueva Aquitania, que el 1 de enero de 2016 pasó a ser una comuna delegada de la comuna nueva de Argentonnay al fusionarse con las comunas de Argenton-les-Vallées, La Chapelle-Gaudin, La Coudre, Le Breuil-sous-Argenton y Moutiers-sous-Argenton.

## Demografía
| Gráfica de evolución demográfica de Ulcot entre 1800 y 2013 |
|                                                             |

Los datos demográficos contemplados en este gráfico de la comuna de Ulcot se han cogido de 1800 a 1999 de la página francesa EHESS/Cassini, y los demás datos de la página del INSEE.